# Ivan Gobry
Ivan Gobry (Saint-André-les-Vergers, 8 marzo 1927 – Parigi, 3 agosto 2017) è stato uno storico e storico della filosofia francese.
È stato professore all'Université de Reims Champagne-Ardenne e all'Institut catholique de Paris.

## Opere

### Storia
- La Gloire des Capétiens, Éditions Godefroy de Bouillon
- Les Moines en Occident, (6 volumes) ISBN 9782755402216. Couronné par l'Académie française
- Robert 1er (Histoire des Rois de France) - Editions Pygmalion 2011

### Spiritualità
- Mystiques franciscains, Éditions franciscaines, 1960.
- La pauvreté du Laïc, Cerf, 1960.
- Amour conjugal et fécondité, NEL, 1961.
- L'expérience mystique, Fayard, 1964. Nouvelle édition : Téqui, 1985.
- Amour et vocation, Téqui, 1978.
- Amour et Mariage, Téqui, 1981. Couronné par l'Académie française.
- Saint-François d'Assise, le Héraut du Grand Roi, Téqui, 1982.
- Conférences sur saint Bernard, ARGÉ, 1990.

### Filosofia
- Les Niveaux de la vie morale, PUF, 1956.
- La Personne, PUF, 1960.
- Le Modèle en morale, PUF, 1962. Thèse principale pour le Doctorat ès lettres. Couronné par l'Académie française (Prix Paul Tessonière). Prix Roland de Jouvenel.
- De la Valeur, Vander, 1974. Publié avec le concours du CNRS. Couronné par l'Académie française.
- Les Fondements de l'éducation, Téqui, 1974.
- L'Essence de la philosophie, Le Fennec, 1994.
- Procès de la culture, Régnier, 1995.
- Morale et destinée, F.-X. de Guibert, 1999.

### Storia della filosofia
- Pythagore ou la naissance de la philosophie, Seghers, 1973.
- Pythagore, coll. «Grandes leçons», Éditions universitaires, 1992.
- Le De Claustro animae d'Hugues de Fouilloy, Eklitra, 1995. Introduction à la thèse complémentaire de doctorat ès-lettres.
- La Philosophie pratique d'Aristote, Presses Universitaires de Lyon, 1995.
- Premières leçons sur le Phédon, PUF, 1999.
- Vocabulaire grec de la philosophie, Ellipses, 1999.
- La Cosmologie des Ioniens, L'Harmattan, 2000.

### Studi
- Pascal ou la Simplicité, Alsatia, 1962. Nouvelle édition transformée et augmentée : Téqui, 1985.
- Un crime, l'avortement, NEL, 1972. Couronné par l'Académie des Sciences morales.
- La Révolution évangélique, Lethielleux, 1973.
- Nietzsche, ou la compensation, Téqui, 1975. 2e édition, 1997.
- Mozart et la mort, Thionville, Le Fennec, 1994.